# Saint-Michel des Batignolles
Saint-Michel des Batignolles är en kyrkobyggnad i Paris, invigd åt den helige Ärkeängeln Mikael. Kyrkan är belägen vid Place Saint-Jean i Paris sjuttonde arrondissement och uppfördes efter ritningar av arkitekten Bernard Haubold.